# Leptotyphlops bilineatus
Leptotyphlops bilineatus este o specie de șerpi din genul Leptotyphlops, familia Leptotyphlopidae, descrisă de Schlegel 1839. Conform Catalogue of Life specia Leptotyphlops bilineatus nu are subspecii cunoscute.